# میخاو پیلا
میخاو پیلا (لهستانی: Michał Piela؛ زادهٔ ۲۱ دسامبر ۱۹۷۸) بازیگر و صداپیشه اهل لهستان است. وی دانش‌آموختهٔ آکادمی ملی هنرهای نمایشی الکساندر زلوروویچ در ورشو است.
از فیلم‌ها یا مجموعه‌های تلویزیونی که وی در آن‌ها نقش داشته‌است، می‌توان به مبتدیان تمام‌عیار، عهدهای دوشیزه، باغ لوئیز، درخت سحرآمیز، در خوشی و سختی، پدر متیو، هتل ۵۲ و ماگدا ام. اشاره نمود.